# Karmapa

Bandeira do Karmapa.

Designa-se Karmapa (oficialmente "Sua Santidade Karmapa Gyalwa") a cabeça da escola Karma Kagyu do Budismo, a qual é a maior sub-escola do Kagyupa (em tibetano Bka' brgyud), uma das quatro principais escolas do Budismo Tibetano.
Por uma controvérsia entre a escola Karma Kagyu e a República Popular da China, a identidade do 17.º Karmapa está em disputa.

## Origem do Karmapa
O primeiro Karmapa, Düsum Khyenpa (Dus gsum Mkhyen pa) (1110-1193), foi um discípulo do grande mestre tibetano Gampopa. Era um jovem prodígio que estudava o dharma (ensinamentos Budistas) com o seu pai desde tenra idade, e crê-se que conseguiu a iluminação aos cinquenta anos, enquanto praticava o Yoga dos Sonhos. Desde então, foi conhecido como Karmapa, uma manifestação de Avalokiteshvara (Buda da Compaixão), cuja vinda foi prevista no Sutra Samadhiraja.  e o Sutra Lankavatara.

## A Coroa Negra
O Karmapa é o portador da Coroa Negra, pelo que por vezes é conhecido como Lama da coroa negra. Esta coroa tradicionalmente é referida como feita pelos dakinis a partir do seu cabelo e oferecida aos Karmapas em reconhecimento da sua realização espiritual. Esta primeira coroa não tem uma realidade física, mas sim espiritual. A coroa física que usam os Karmapas foi oferecida ao 5.º Karmapa pelo imperador chinês Yongle, como representação material da coroa espiritual.
Esta coroa crê-se estar no mosteiro Rumket, em Sikkim, o último lugar do 16.º Karmapa.

## Lista de Karmapas

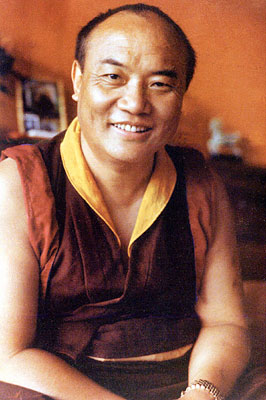
O 16.º Karmapa, Rangjung Rigpe Dorje (1924 - 1981).

1. Düsum Khyenpa (dus gsum mkhyen pa) (1110 - 1193)
2. Karma Pakshi (1204 - 1283)
3. Rangjung Dorje (rang 'byung rdo rje) (1284 - 1339)
4. Rolpe Dorje (1340 - 1383)
5. Deshin Shekpa (de zhin gshegs pa)(1384 - 1415)
6. Thongwa Dönden (1416 - 1453)
7. Chödrak Gyatso (1454 - 1506)
8. Mikyö Dorje (1507 - 1554)
9. Wangchuk Dorje (dbang phyug rdo rje) (1556 - 1603)
10. Chöying Dorje (1604 - 1674)
11. Yeshe Dorje (1676 - 1702)
12. Changchub Dorje (Byang chub rdo rje) (1703 - 1732)
13. Dudul Dorje (1733 - 1797)
14. Thekchok Dorje (1798 - 1868)
15. Khakyab Dorje (1871 - 1922)
16. Rangjung Rigpe Dorje (Rang 'byung rig pa'i rdo rje) (1924 - 1981)
17. Ogyen Trinley Dorje (nascido em 1985) ou Trinley Thaye Dorje (nascido em 1983)